# Stadion Kleinfeld
Das Stadion Kleinfeld war ein Fussballstadion und befand sich in Kriens im Schweizer Kanton Luzern. Es war die Heimstätte des Fussballclubs SC Kriens. Das Stadion wurde 1970 gebaut und war im Besitz der Gemeinde Kriens. Der Abbruch erfolgte 2016. Die neue Heimat des SC Kriens ist das Sportzentrum Kleinfeld, das sich an der gleichen Stelle befindet und im August 2018 eröffnet wurde.
Das Platzangebot betrug insgesamt 5'100 Plätze. Davon waren 540 Sitzplätze und 4'560 Stehplätze. Die Spielfläche war Naturrasen und mass 100 Meter in der Länge und 64 Meter in der Breite.